# Onthophagus negligens
Onthophagus negligens là một loài bọ cánh cứng trong họ Bọ hung (Scarabaeidae).